# Felices los cuatro
«Felices los 4» es una canción del cantautor colombiano Maluma, escrita en colaboración con Mario Cáceres, Kevin Jiménez, Bryan Lezcano, Eli Palacios, Servando Primera, Stiven Rojas y Andrés Uribe, lanzada el 21 de abril de 2017 por la discográfica Sony Music Latin. Originalmente iba a ser el sencillo líder del álbum F.A.M.E. pero Maluma la reemplazó por Corazón. Sin embargo, volvió a ser el primer sencillo debido a su inclusión en el álbum.

## Video musical
Dirigido por Jessy Terrero, el video musical acompañante trata sobre un triángulo amoroso entre Maluma, una mujer casada interpretada por la actriz y modelo Natalia Barulich y su marido, retratado por Wilmer Valderrama. Este video también contiene muchas escenas de pasión, incluida una de Maluma con la mujer casada duchándose y besándose. El 5 de mayo de 2017, el cantante recibió una certificación Vevo porque el video se convirtió en el video latino más visto en todo el mundo en sus primeras 24 horas. En julio de 2018, este video fue nominado a un premio MTV Video Music Award.

## Versión salsa
La versión salsa contó con la participación de Marc Anthony, y fue publicada el 7 de julio de 2017. El video del tema fue publicado el 11 de agosto del mismo.

## Posicionamiento en listas
| Lista (2017)                                | Mejor posición |
| ------------------------------------------- | -------------- |
| Argentina (Monitor Latino)                  | 2              |
| Bélgica (Valonia) (Ultratip Bubbling Under) | 39             |
| Brazil Hot 100 (Billboard Brasil)           | 65             |
| Brazil Pop Airplay (Billboard Brasil)       | 7              |
| Chile (Monitor Latino)                      | 1              |
| Colombia (National-Report)                  | 1              |
| República Dominicana (Monitor Latino)       | 1              |
| Ecuador (Monitor Latino)                    | 1              |
| Ecuador (National-Report)                   | 1              |
| Francia (SNEP)                              | 142            |
| Guatemala (Monitor Latino)                  | 1              |
| Italia (FIMI)                               | 48             |
| Latinoamérica (Monitor Latino)              | 1              |
| México (Monitor Latino)                     | 1              |
| Mexico Airplay (Billboard)                  | 1              |
| Mexico Streaming (AMPROFON)                 | 1              |
| Netherlands Single Tip (Single Top 100)     | 1              |
| Nicaragua (Hot Music Chart)                 | 26             |
| Panamá (Monitor Latino)                     | 1              |
| Paraguay (Monitor Latino)                   | 1              |
| Perú (Monitor Latino)                       | 1              |
| Portugal (AFI)                              | 12             |
| España (PROMUSICAE)                         | 1              |
| Sweden Heatseeker (Sverigetopplistan)       | 9              |
| Suiza (Schweizer Hitparade)                 | 52             |
| Uruguay (Monitor Latino)                    | 3              |
| Estados Unidos (Billboard Hot 100)          | 48             |
| Estados Unidos (Hot Latin Songs)            | 2              |
| Estados Unidos (Latin Pop Airplay)          | 1              |
| Venezuela (Monitor Latino)                  | 1              |
| Venezuela (Record Report)                   | 3              |

## Certificaciones
| País           | Organismo certificador | Certificación         | Ventas certificadas | Ref.      |
| -------------- | ---------------------- | --------------------- | ------------------- | --------- |
| España         | PROMUSICAE             | 6× Platino            | 240 000             | [ 38 ]    |
| Estados Unidos | RIAA (Latin)           | 29x Platino           | 1 740 000           | [ 39 ]    |
| México         | AMPROFON               | 2x Diamante + Platino | 660 000             | [ 40 ]    |
| Total          | 2 640 000              | 2 640 000             | 2 640 000           | 2 640 000 |

| País   | Organismo certificador | Certificación | Ventas certificadas | Ref.   |
| ------ | ---------------------- | ------------- | ------------------- | ------ |
| México | AMPROFON               | Oro           | 30 000              | [ 41 ] |